# Богатырь, Виктор Васильевич
Виктор Васильевич Богатырь (27 июня 1936, Харьков — 15 июля 2014, Днепропетровск) — советский и украинский государственный деятель, дипломат, председатель Днепропетровского областного совета (1993—1994).

## Биография
Родился 27 июня 1936 года в городе Харьков.
После окончания техникума служил в армии. Окончил Харьковский техникум промышленного транспорта, Харьковский институт инженеров железнодорожного транспорта (1965), Академию общественных наук при КПСС (1979).
В 1965—1971 годах — мастер строительного управления, старший прораб, начальник спецуправления треста «Криворождорстрой».
В 1971—1973 годах — заместитель председателя, в 1973—1975 годах — председатель Дзержинского районного исполнительного комитета Кривого Рога. В 1975—1977 годах — председатель исполнительного комитета Саксаганского районного совета депутатов трудящихся Кривого Рога.
В 1979—1988 годах — 1-й секретарь Долгинцевского райкома КПУ, 2-й секретарь Криворожского горкома КПУ.
В 1988—1990 годах — заместитель начальника Главного планово-экономического управления Днепропетровского облисполкома.
С апреля 1990 года — заместитель председателя Днепропетровского областного совета.
С февраля 1992 года избран и. о. председателя Днепропетровского областного совета.
С апреля 1993 по июль 1994 года — председатель Днепропетровского областного совета.
С июля 1994 по декабрь 1999 года — Чрезвычайный и полномочный посол Украины в Казахстане.
С декабря 1999 по март 2001 года — Чрезвычайный и полномочный посол Украины в Кыргызстане по совместительству.
С 2001 года — советник председателя Днепропетровской областной государственной администрации.
Умер 15 июля 2014 года.

## Награды
- орден «За заслуги» (Украина) 2-й степени (18 августа 2006)[4];
- Почётный знак отличия президента Украины (22 августа 1996)[5];
- Знак «За заслуги перед городом» (Кривой Рог) 1-й степени (11 ноября 2009)[6].